# Elisabeth Altmann-Gottheiner
Elisabeth Altmann-Gottheiner sinh ngày 26 tháng 3 năm 1874 tại Berlin, Đức, từ trần ngày 30 tháng 3 năm 1930 tại Mannheim, là phụ nữ đầu tiên trở thành giảng viên đại học ở Đức.
Bà học tại London và Berlin, rồi Zürich. Năm 1904, bà đậu bằng tiến sĩ tại đại học Zürich, Thụy Sĩ. Năm 1908, bà làm giảng viên trường Cao đẳng thương mại Mannheim, và năm 1924 bà giữ chức giáo sư môn kinh tế học.
Bà đã viết nhiều bài báo và sách về kinh tế học. Từ năm 1912, bà biên tập quyển niên giám phụ nữ Jahrbuch der Frauenbewegung (Niên giám của Phong trào phụ nữ).
Hàng năm, trường Đại học Mannheim đều trao giải thưởng mang tên "giải Elisabeth Altmann-Gottheiner" cho các luận án nghiên cứu về giới tính của các sinh viên.

## Sách viết về Gottheiner
- Alice Salomon: Elisabeth Altmann-Gottheiner zum Gedächtnis (3. Jg., Nr. 9, 1. Dezember 1930) Die Österreicherin: Zeitschrift für alle Interessen der Frau. hrsg. vom Bund österreichischer Frauenvereine. Wien, 1928 - 1938 (Heft 2)
- Alice Salomon: Elisabeth Altmann-Gottheiner zum Gedächtnis. In: Die Österreicherin - Zeitschrift für alle Interessen der Frau. hrsg. vom Bund österreichischer Frauenvereine. Wien, 3. Jg. 1930 (Heft 9)
- Reichshandbuch der Deutschen Gesellschaft - Das Handbuch der Persönlichkeiten in Wort und Bild. Erster Band, Deutscher Wirtschaftsverlag, Berlin 1930, S. 20, ISBN 3-598-30664-4